# WWF The Wrestling Classic
The Wrestling Classic fut un pay-per-view (PPV) produit par la World Wrestling Federation (WWF) qui prit place le 7 novembre 1985 au Rosemont Horizon à Rosemont, dans l'Illinois,.
Le main event fut la finale d'un tournoi à 16 participants où Junkyard Dog battit Randy Savage,. L'undercard comprenait le tournoi à 16, Hulk Hogan contre Roddy Piper pour le WWF Championship et un concours où Michael Hamley gagna une Rolls Royce,.

## Arrière-plan

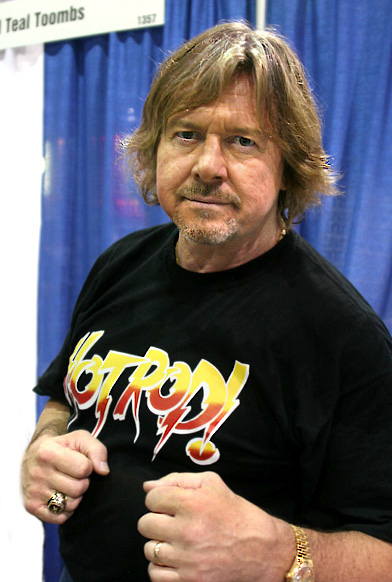
Roddy Piper qui fit face à Hulk Hogan pour le WWF Championship à Wrestling Classic

La querelle principale de Wrestling Classic fut entre Hulk Hogan et Roddy Piper, combattants pour le WWF Championship. En 1985, Piper devint le top des heels de la promotion après avoir parlé contre la Rock 'n' Wrestling connection, ce qui mena à une confrontation avec Hogan. En février, il s'affrontèrent à The War to Settle the score pour le titre de la WWF d'Hogan, où Hogan conserva son titre par disqualification. Leur querelle continua jusqu'à WrestleMania. Dans le main event du tout premier WrestleMania, Hogan et Mr. T battirent Piper et Paul Orndorff. Hogan eut une querelle avec Piper et "Cowboy" Bob Orton pour le reste de l'année et gagnant souvent par disqualification, menant à un match pour le WWF Championship entre Hogan et Piper à Wrestling Classic. Un tournoi fut également promu sur la télévision de la WWF "Wrestling Classic" qui prit place lors du pay-per-view.

## Event
Le pay-per-view présenta un tournoi à 16 participants nommé "Wrestling Classic". Le premier tour débuta lorsque Adrian Adonis battit Corporal Kirchner avec un suplex. Dynamite Kid fit face à Nikolai Volkoff, et avant que le match ne commence, Volkoff commença à chanter l'Hymne national de la Russie. Quand il eut terminé, la cloche sonna et Dynamite, qui était monté sur la 3e corde pendant que Volkoff chantait, frappa le Russe avec un missile dropkick. Ensuite il le couvrit rapidement pour gagner le match avec un temps de 6 secondes (le temps officiel donné fut 9 secondes, égalent le record que King Kong Bundy avait établi plus tôt dans l'année lorsqu'il battu S.D. Jones à WrestleMania, cependant ce match dura 23 secondes cloche jusqu'à cloche). Randy Savage battit Ivan Putski en ayant ses deux pieds sur la corde du milieu lorsqu'il fit le tombé sur Putski. Ricky Steamboat fit face à Davey Boy Smith. Smith atterrit dans les cordes en voulant attaquer Steamboat mais il l'évita et Smith se blessa à l'aine. Il fut incapable de continuer, donc Steamboat fut nommé vainqueur du match par forfait. Junkyard Dog fit face à Iron Sheik. Le match commença avec Sheik qui étrangla JYD avec sa veste. Il appliqua un camel cluth sur JYD avant de relâcher la prise. Junkyard Dog frappa rapidement Sheik avec un coup de tête et fit le tombé pour gagner le match. Le match entre Moondog Spot et Terry Funk fut le prochain. Aucun des deux ne voulaient combattre, alors les deux quittèrent le ring. Pendant que Spot commençait à quitter le ring, Funk l'attaqua par derrière. Il essaya de réintégrer le ring mais Spot l'en empêcha et gagna le match par décompte extérieur. Tito Santana fit face à The Magnificent Don Muraco. Santana fit le tombé avec un rapide petit paquet. Le dernier match du premier tour fut Paul Orndorff contre Cowboy Bob Orton. Orton fut disqualifié après avoir frappé Orndorff avec son plâtre,.
Les quarts de finale commencèrent. Adrian Adonis fit face à Dynamite Kid. Pendant le match, Adonis frappa accidentellement son manager Jimmy Hart et entre en collision avec Hart. Kid prit l'avantage et fit le tombé sur Adonis pour gagner le match. Ricky Steamboat fit face à Randy Savage. L'arbitre fut distrait par Miss Elizabeth pendant que Savage frappa Steamboat avec un poing américain et fit le tombé pour gagner le match. Junkyard Dog battit Moondog Spot après un coup de tête. Tito Santana et Paul Orndorff se battirent pour un double décompte à l'extérieur, éliminant les deux compétiteurs du tournoi.
Hulk Hogan défendit son WWF Championship contre Roddy Piper dans un match ne faisant pas partie du tournoi. Hogan appliqua un bearhug sur Piper. Piper répondit avec un sleeper hold. L'arbitre fut mis KO et Piper frappa Hogan avec une chaise. Hogan appliqua un sleeper hold sur Piper. Cowboy Bob Orton vint au ring et frappa Hogan avec son plâtre. L'arbitre vit l'action et disqualifia Piper. Piper et Orton continuèrent à attaquer Hogan jusqu'à ce que Paul Orndorff apparut et dégagea le ring,.
La demi-finale du tournoi fut entre Randy Savage et Dynamite Kid. Dynamite Kid fit un superplex sur Savage du haut de la 3e corde mais Savage renversa en un inside cradle pour la victoire. Junkyard Dog fut qualifié d'office pour la finale à cause du double décompte à l'extérieur du match Tito Santana vs. Paul Orndorff. Un concours fut organisé où 250 000 fans participèrent. Dans le concours, un fan de Batavia, dans l'Illinois, Michael Hamley gagna une Rolls-Royce.
Le main event fut la finale du tournoi Wrestling Classic qui fut entre Junkyard Dog et Randy Savage. JYD exécuta un back body drop de la 3e corde sur Savage qui atterrit sur le sol de l'arène. Savage fut incapable de remonter sur le ring et fut compté à l'extérieur. Résultat, JYD gagna le match et le tournoi,.

## Conséquences
Plusieurs catcheurs reçurent des coups de pouce grâce à ce tournoi. Junkyard Dog, le vainqueur de ce tournoi reçut un coup de pouce lorsqu'il devint le premier catcheur à gagner un tournoi majeur de l'histoire de la WWF. Randy Savage est allé gagner le WWF Intercontinental Championship de Tito Santana le 8 février 1986 et le WWF Championship à WrestleMania IV en 1988,. Ricky Steamboat à aussi gagné l'Intercontinental Championship, en battant Savage à WrestleMania III en 1987. Dynamite Kid et Davey Boy Smith devinrent les British Bulldogs qui partirent gagner le WWF Tag Team Championship à WrestleMania 2 en 1986.

## Résultats
| Premier tour du tournoi | Premier tour du tournoi                                                   | Premier tour du tournoi | Premier tour du tournoi | Premier tour du tournoi |
| #                       | Résultats                                                                 | Stipulations            | Commentaires | Durée                   |
| ----------------------- | ------------------------------------------------------------------------- | ----------------------- | --- | ----------------------- |
| 1                       | Adrian Adonis (avec Jimmy Hart) bat Corporal Kirchner,                    | Match simple            | Adonis a effectué le tombé sur Kirchner après un DDT.                                                                                 | 04:00                   |
| 2                       | The Dynamite Kid bat Nikolai Volkoff,                                     | Match simple            | Dynamite Kid a effectué le tombé sur Volkoff après un Missile Dropkick alors que Volkoff finissait de chanter l'hymne national russe. | 00:09                   |
| 3                       | Randy Savage (avec Miss Elizabeth) bat Ivan Putski,                       | Match simple            | Savage a effectué le tombé sur Putski avec l'aide ses deux pieds sur les cordes.                                                      | 03:00                   |
| 4                       | Ricky Steamboat bat Davey Boy Smith,                                      | Match simple            | L'arbitre arrêtait le match après que Smith se blessait à l'aine après une esquive de Steamboat.                                      | 03:00                   |
| 5                       | The Junkyard Dog bat The Iron Sheik,                                      | Match simple            | JYD a effectué le tombé sur le Sheik après un headbutt.                                                                               | 03:00                   |
| 6                       | Moondog Spot bat Terry Funk (avec Jimmy Hart) par décompte à l'extérieur, | Match simple            | Funk était décompté à l'extérieur après que Spot l'empêchait de revenir sur le ring.                                                  | 00:17                   |
| 7                       | Tito Santana bat The Magnificent Muraco (avec Mr. Fuji),                  | Match simple            | Santana a effectué le tombé sur Muraco avec un petit paquet.                                                                          | 04:00                   |
| 8                       | Paul Orndorff bat Bob Orton par disqualification,                         | Match simple            | Orton était disqualifié. | 07:00                   |

| Quart de finale du tournoi | Quart de finale du tournoi                                                    | Quart de finale du tournoi | Quart de finale du tournoi                                                                             | Quart de finale du tournoi |
| #                          | Résultats                                                                     | Stipulations               | Commentaires                                                                                           | Durée                      |
| -------------------------- | ----------------------------------------------------------------------------- | -------------------------- | --- | -------------------------- |
| 1                          | The Dynamite Kid bat Adrian Adonis (avec Jimmy Hart),                         | Match simple               | Dynamite Kid a effectué le tombé sur Adonis après que ce dernier entrait en collision avec Jimmy Hart. | 06:00                      |
| 2                          | Randy Savage (avec Miss Elizabeth) bat Ricky Steamboat,                       | Match simple               | Savage a effectué le tombé sur Steamboat après l'avoir frappé avec un poing américain.                 | 04:00                      |
| 3                          | The Junkyard Dog bat Moondog Spot,                                            | Match simple               | | 00:45                      |
| 4                          | Tito Santana a combattu Paul Orndorff pour un double décompté à l'extérieur,. | Match simple               | | 08:00                      |

- Hulk Hogan (c) bat Roddy Piper par disqualification pour conserver le WWF Championship (07:00)[1],[2]

| Demi-finale du tournoi | Demi-finale du tournoi | Demi-finale du tournoi | Demi-finale du tournoi | Demi-finale du tournoi |
| #                      | Résultats | Stipulations | Commentaires | Durée |
| ---------------------- | --- | --- | --- | --- |
| 1                      | À la suite du double décompte extérieur de Tito Santana et de Paul Orndorff en quart de finale, Junkyard Dog est directement qualifié en finale. | À la suite du double décompte extérieur de Tito Santana et de Paul Orndorff en quart de finale, Junkyard Dog est directement qualifié en finale. | À la suite du double décompte extérieur de Tito Santana et de Paul Orndorff en quart de finale, Junkyard Dog est directement qualifié en finale. | À la suite du double décompte extérieur de Tito Santana et de Paul Orndorff en quart de finale, Junkyard Dog est directement qualifié en finale. |
| 2                      | Randy Savage (avec Miss Elizabeth) bat Dynamite Kid,                                                                                             | Match simple | Savage a effectué le tombé sur Kid avec un inside cradle.                                                                                        | 05:00 |

| Finale du tournoi | Finale du tournoi                                                                    | Finale du tournoi | Finale du tournoi                                                                                              | Finale du tournoi |
| #                 | Résultats                                                                            | Stipulations      | Commentaires                                                                                                   | Durée             |
| ----------------- | ------------------------------------------------------------------------------------ | ----------------- | --- | ----------------- |
| F                 | Junkyard Dog bat Randy Savage par décompte à l'extérieur pour remporter le tournoi,. | Match simple      | Savage était décompté à l'extérieur après avoir été mis à terre et avoir été incapable de revenir sur le ring. | 09:00             |

## Tableau du tournoi
Sou=Soumission; DE=Décompte à l'extérieur; DDE=Double décompte à l'extérieur; DQ=Disqualification; Ref=Décision de l'arbitre
|  | Huitièmes de finale | Huitièmes de finale |              |       | Quarts de finale | Quarts de finale |  |  | Demi-finales | Demi-finales |  |  | Finale | Finale |
|  | Huitièmes de finale | Huitièmes de finale |              |       | Quarts de finale | Quarts de finale |  |  | Demi-finales | Demi-finales |  |  | Finale | Finale |
|  |                     |                     |              |       |                  |                  |  |  |              |              |  |  |        |        |
|  |                     |                     |              |       |                  |                  |  |  |              |              |  |  |        |        |
|  |                     |                     |              |       |                  |                  |  |  |              |              |  |  |        |        |
|  | Adonis              | Tombé               |              |       |                  |                  |  |  |              |              |  |  |        |        |
|  | Adonis              | Tombé               |              |       |                  |                  |  |  |              |              |  |  |        |        |
|  | Kirchner            | 03:22               |              |       |                  |                  |  |  |              |              |  |  |        |        |
|  | Kirchner            | 03:22               | Adonis       | Tombé |                  |                  |  |  |              |              |  |  |        |        |
|  |                     |                     | Adonis       | Tombé |                  |                  |  |  |              |              |  |  |        |        |
|  |                     | Dynamite Kid        | 06:00        |       |                  |                  |  |  |              |              |  |  |        |        |
|  | Dynamite Kid        | Dynamite Kid        | 06:00        | Tombé |                  |                  |  |  |              |              |  |  |        |        |
|  | Dynamite Kid        |                     |              | Tombé |                  |                  |  |  |              |              |  |  |        |        |
|  | Volkoff             | 00:09               |              |       |                  |                  |  |  |              |              |  |  |        |        |
|  | Volkoff             | 00:09               | Dynamite Kid | Tombé |                  |                  |  |  |              |              |  |  |        |        |
|  |                     |                     | Dynamite Kid | Tombé |                  |                  |  |  |              |              |  |  |        |        |
|  |                     | Savage              | 05:00        |       |                  |                  |  |  |              |              |  |  |        |        |
|  | Putski              | Savage              | 05:00        | Tombé |                  |                  |  |  |              |              |  |  |        |        |
|  | Putski              |                     |              | Tombé |                  |                  |  |  |              |              |  |  |        |        |
|  | Savage              | 02:47'              |              |       |                  |                  |  |  |              |              |  |  |        |        |
|  | Savage              | 02:47'              | Savage       | Tombé |                  |                  |  |  |              |              |  |  |        |        |
|  |                     |                     | Savage       | Tombé |                  |                  |  |  |              |              |  |  |        |        |
|  |                     | Steamboat           | 04:00        |       |                  |                  |  |  |              |              |  |  |        |        |
|  | Davey Boy           | Steamboat           | 04:00        | Ref   |                  |                  |  |  |              |              |  |  |        |        |
|  | Davey Boy           |                     |              | Ref   |                  |                  |  |  |              |              |  |  |        |        |
|  | Steamboat           | 02:53               |              |       |                  |                  |  |  |              |              |  |  |        |        |
|  | Steamboat           | 02:53               | Savage       | DE    |                  |                  |  |  |              |              |  |  |        |        |
|  |                     |                     | Savage       | DE    |                  |                  |  |  |              |              |  |  |        |        |
|  |                     | Junkyard Dog        | 09:00        |       |                  |                  |  |  |              |              |  |  |        |        |
|  | Iron Sheik          | Junkyard Dog        | 09:00        | Tombé |                  |                  |  |  |              |              |  |  |        |        |
|  | Iron Sheik          |                     |              | Tombé |                  |                  |  |  |              |              |  |  |        |        |
|  | Junkyard Dog        | 03:27               |              |       |                  |                  |  |  |              |              |  |  |        |        |
|  | Junkyard Dog        | 03:27               | Junkyard Dog | Tombé |                  |                  |  |  |              |              |  |  |        |        |
|  |                     |                     | Junkyard Dog | Tombé |                  |                  |  |  |              |              |  |  |        |        |
|  |                     | Moondog             | 00:45        |       |                  |                  |  |  |              |              |  |  |        |        |
|  | Funk                | Moondog             | 00:45        | DE    |                  |                  |  |  |              |              |  |  |        |        |
|  | Funk                |                     |              | DE    |                  |                  |  |  |              |              |  |  |        |        |
|  | Moondog             | 00:27               |              |       |                  |                  |  |  |              |              |  |  |        |        |
|  | Moondog             | 00:27               | Junkyard Dog |       |                  |                  |  |  |              |              |  |  |        |        |
|  |                     |                     |              |       |                  |                  |  |  |              |              |  |  |        |        |
|  |                     | EXEMPT              |              |       |                  |                  |  |  |              |              |  |  |        |        |
|  | Muraco              | Tombé               |              |       |                  |                  |  |  |              |              |  |  |        |        |
|  | Muraco              | Tombé               |              |       |                  |                  |  |  |              |              |  |  |        |        |
|  | Santana             | 04:16               |              |       |                  |                  |  |  |              |              |  |  |        |        |
|  | Santana             | 04:16               | Santana      | DDE   |                  |                  |  |  |              |              |  |  |        |        |
|  |                     |                     | Santana      | DDE   |                  |                  |  |  |              |              |  |  |        |        |
|  |                     | Orndorff            | 08:00        |       |                  |                  |  |  |              |              |  |  |        |        |
|  | Orndorff            | Orndorff            | 08:00        | DQ    |                  |                  |  |  |              |              |  |  |        |        |
|  | Orndorff            |                     |              | DQ    |                  |                  |  |  |              |              |  |  |        |        |
|  | Orton               | 06:27               |              |       |                  |                  |  |  |              |              |  |  |        |        |
|  | Orton               | 06:27               |              |       |                  |                  |  |  |              |              |  |  |        |        |